# Batalla de Brunete
Se conoce como batalla de Brunete al conjunto de operaciones desarrolladas, desde el 6 hasta el 25 de julio de 1937, en esta población y otras aledañas del oeste de Madrid durante la guerra civil española. Esta ofensiva lanzada por el Ejército Popular de la República tenía como objetivo disminuir la presión ejercida por las fuerzas sublevadas del bando franquista sobre Madrid y al mismo tiempo aliviar la situación en el frente Norte. 
Aunque inicialmente las fuerzas republicanas lograron avanzar y adentrarse en el territorio enemigo con relativo éxito, a los pocos días de comenzar las operaciones la ofensiva republicana se agotó y sus avances quedaron detenidos. El general Franco decidió detener la Ofensiva del Norte y trasladó refuerzos a la zona centro para poder lanzar una contraofensiva y recuperar el terreno perdido. Tras una semana de duros combates las fuerzas de Franco habían logrado recuperar la mayor parte del terreno perdido inicialmente, momento en que se dio por terminada la batalla. Ambas partes sufrieron un elevadísimo número de bajas sin que ninguno se alzara con una victoria clara. Los republicanos, que fueron los que tuvieron un mayor número de bajas, no lograron su principal objetivo y la Ofensiva del norte se retrasó tan solo un mes más del plan original. Por su parte, las fuerzas sublevadas detuvieron sus operaciones en el norte y sufrieron un elevadísimo número de bajas por un objetivo de tan escasa importancia como era Brunete. Para las Brigadas Internacionales esta batalla también resultó especialmente sangrienta, sufriendo durante la misma unas bajas muy elevadas. 
Brunete está considerada como uno de los enfrentamientos más sangrientos de la guerra civil española. Así mismo, se convirtió en la principal batalla de la guerra civil en cuanto empleo de carros de combate y grandes masas acorazadas, especialmente por su trascendencia técnica para el empleo de los carros de combate. Posteriormente la dictadura franquista creó la llamada División Acorazada Brunete, denominación que recibió en honor a este acontecimiento militar.

## Antecedentes

### Contexto militar previo
El 17 de mayo de 1937 cae el gobierno de Largo Caballero tras los sucesos de mayo de 1937 en Barcelona, y accede Negrín a la jefatura del gobierno republicano.
En estas fechas los franquistas están dedicados plenamente a la reducción del frente norte, habiendo iniciado su avance desde abril. Bilbao ha caído en poder de los sublevados el 19 de junio, sin poder ser detenidos por el Cinturón de Hierro, por lo que los esfuerzos del bando franquista se dirigen ahora, con gran intensidad, hacia la ocupación de Cantabria y Asturias. Por eso, el Estado Mayor republicano toma la decisión de desencadenar una ofensiva en la zona central de España, específicamente en los alrededores de Madrid y en dirección de Castilla la Vieja. Este ataque obligaría a los franquistas a detraer fuerzas del frente Norte, cuya situación se está tornando muy delicada para las tropas leales a la República, y simultáneamente mejorar la situación de la cercada Madrid, amenazada por los rebeldes desde el norte y el oeste. Esta decisión se motivaba, además de por los objetivos de índole estratégica citados, por el objetivo político del gobierno de Negrín de demostrar a los consejeros soviéticos que la República también tenía iniciativa militar para recuperar el terreno perdido y no se limitaba a detener los ataques rebeldes (como sucedía con los éxitos ganados en la batalla de Guadalajara y la defensa de Madrid en noviembre de 1936).

Término municipal de Brunete, localidad en torno a la cual tuvo lugar esta batalla.

El gobierno de Negrín y sus aliados (socialistas contrarios a Largo Caballero y comunistas) habían calculado que esta demostración de fuerza, si tenía éxito, fortalecería además la imagen del gobierno republicano ante Francia, mostrando que la República sí tenía fuerzas suficientes para causar una derrota decisiva a los sublevados. Se esperaba además que contribuiría a la reapertura de la frontera de los Pirineos, lo que permitiría el traslado del material bélico almacenado y retenido en territorio francés a causa de la No-intervención. La operación ofensiva de Brunete, a pesar de que el mariscal soviético Malinovsky sostuvo en sus memorias que había sido planeada y dirigida solo por los soviéticos, fue diseñada íntegramente por los coroneles de Estado Mayor Rojo y Matallana, con la anuencia de consejeros soviéticos.
Una operación de este tipo había sido considerada ya en tiempos del gobierno Largo Caballero, pero no hubo unanimidad respecto al lugar donde llevarla a cabo. En un principio los mandos del Ejército Popular Republicano pensaron en Extremadura, aprovechando la débil defensa de los franquistas en dicha zona, y que este plan implicaría la gran ventaja táctica de partir en dos el terreno ocupado por los rebeldes (el llamado Plan P elaborado por el coronel Vicente Rojo), aislando decisivamente la Andalucía franquista del resto de la zona sublevada. No obstante, los consejeros militares soviéticos rechazaron el «Plan P» pues este exigía desplazar un gran contingente de tropas a un lugar lejano de las principales ciudades en poder de la República, dificultando el abastecimiento de esas tropas así como su mismo transporte. Sin embargo, los asesores soviéticos aconsejaban un ataque en la zona de Brunete, por su proximidad a Madrid, lo que permitía ese desplazamiento de amplias fuerzas con menos riesgos para el objetivo vital de la defensa de la capital. Los mandos militares del Partido Comunista de España habían ganado mayor influencia en el gobierno republicano tras la dimisión del socialista Francisco Largo Caballero, y se adhirieron a la posición soviética, pidiendo que el gobierno de Negrín aprovechara la ocasión para acreditar que la República podía también pasar a la ofensiva.

### Plan de operaciones
El plan diseñado por el estado mayor del general José Miaja, ubicado en el palacio del Canto del Pico, en Torrelodones, consistía en lanzar un ataque desde el sector situado al norte de la carretera que cruzaba Majadahonda, Villanueva del Pardillo, Valdemorillo, y El Escorial para seguidamente avanzar hacia el sur hasta alcanzar Móstoles y Navalcarnero. Esta primera parte del plan correría a cargo de los Cuerpos de Ejército V (dirigido por el líder comunista Juan Modesto) y el XVIII (dirigido por Segismundo Casado). Tras la toma de Navalcarnero, un segundo ataque se efectuaría en dirección contraria, partiendo desde Carabanchel y Usera a cargo de fuerzas del II Cuerpo de Ejército las cuales, de acuerdo con el plan trazado, convergerían con las del XVIII Cuerpo de Ejército en Alcorcón. Con esta operación las fuerzas franquistas que sitiaban Madrid debían quedar en situación de aislamiento, reduciendo drásticamente la presión sobre la capital española. Previamente a estos ataques se llevaría a cabo una acción secundaria de diversión en la zona de la Cuesta de la Reina, próxima a Aranjuez y muy al sur de la zona de operaciones prevista en el plan.

## Fuerzas enfrentadas

### Ejército Popular de la República
Por parte republicana intervienen dos cuerpos de ejército, integrados en un Ejército de Maniobra bajo el mando supremo del general Rojo:
- El V Cuerpo de Ejército, mandado por Juan Guilloto León («Modesto»). Este cuerpo de ejército estaba formado por las siguientes unidades:
—11.ª División, mandada por Enrique Líster, y con las brigadas 1.ª, 9.ª y 100.ª;
—35.ª División, mandada por el polaco Karol Swierczewski («Walter»), con las brigadas 32.ª, 108.ª y XI (internacional);
—46.ª División al mando de Valentín González («El Campesino») y con las brigadas 10.ª y 101.ª;

- El XVIII Cuerpo de Ejército, mandado primero por el coronel de artillería Enrique Jurado y más tarde por el coronel Segismundo Casado. Estaba formado por:
—10.ª División, mandada por el coronel Enciso, y con las brigadas 2.ª y 111.ª;
—15.ª División al mando del coronel Janos Galicz («Gal»), y constituida por las brigadas internacionales XIII y XV;
—34.ª División, mandada por José María Galán, y con las brigadas 3.ª, 16.ª y 68.ª;

- El II Cuerpo de Ejército, mandado por el teniente coronel Carlos Romero Giménez.

En reserva se encontraban la 14.ª División mandada por el anarquista Cipriano Mera, la 45.ª División Internacional mandada por el húngaro Kleber—con las Brigadas internacionales XII y 150.ª—y la 47.ª División, mandada por Gustavo Durán (antiguo jefe del Estado Mayor de Kleber). Además de los grupos de artillería y de apoyo divisionarios, se encontraban dos grupos de escuadrones de caballería, 220 piezas de artillería, 120 carros de combate rusos y 40 autoametralladoras blindadas.

### Bando sublevado
En aquellos días el frente de los sublevados no se componía de trincheras continuas, el cruce de vecinos entre las líneas era muy sencillo y frecuente; básicamente el frente consistía en puntos fuertes controlados por fuerzas de dimensión reducida. Respecto a las defensas de Villanueva de la Cañada, Villanueva del Pardillo y Quijorna, había en cada pueblo un batallón de infantería. Enfrente de Quijorna en el Vértice Llanos, existía una Mía (Compañía) de Tiradores de Ifni, Regulares y una falange (compañía) de la Falange de Burgos, situada en último momento, cuando se avecinaba el ataque.
En Quijorna, se situaba también parte de un tabor (batallón) de Regulares, y dos falanges con voluntarios falangistas de Burgos y Salamanca. En el Castillo de Villafranca había una compañía de infantería y en Villafranca del Castillo otra compañía de infantería junto a una falange de voluntarios de Sevilla.
La Jefatura del sector residía en Brunete, en donde se ubicaban los servicios diversos y un hospital, por lo que la guarnición propiamente dicha no era numerosa, en torno al centenar de hombres. Estas fuerzas dependían de la 71.ª División (perteneciente al 7.º Cuerpo de Ejército del general Varela), que estaba al mando de Ricardo Serrador Santés y se encontraban constituida por falangistas y alrededor de mil soldados marroquíes. A posteriori, las fuerzas quedaron así:
- I Cuerpo de Ejército, al mando del General Juan Yagüe:[9]
—11.ª División, al mando de Iruretagoyena.
—12.ª División, denominada «División provisional», creada específicamente para esta acción y mandada por Asensio Cabanillas.
—13.ª División (la Mano Negra), mandada por el general Fernando Barrón.
—14.ª División.

Desde otros sectores fueron traídas al Frente del Centro, a toda prisa:
- 150.ª División, mandada por el general Sáenz de Buruaga;[10]
- IV Brigada de Navarra, mandada por el por el coronel Alonso Vega;
- V Brigada de Navarra, mandada coronel Juan Bautista Sánchez;

## Desarrollo de las operaciones

### 6 de julio
Los primeros ataques republicanos comenzaron la noche del 5 al 6 al julio mientras las unidades republicanas, bajo el abrigo de la oscuridad, penetraban profundamente tras las líneas enemigas. Al amanecer del 6 de julio la artillería y la aviación republicanas bombardearon las posiciones franquistas, además de otros objetivos en la retaguardia, incluido el Cuartel general franquista en Navalcarnero. Una vez finalizó el bombardeo, la 11.ª División al mando de Líster comenzó su ataque y avanzó 16 km y había rodeado la población de Brunete. Las fuerzas sublevadas había sido cogidas totalmente por sorpresa, y no sería hasta los primeros ataques al amanecer cuando empezaron a ser conscientes del alcance de la ofensiva republicana. Brunete se rindió hacia el mediodía. La guarnición franquista se rindió prácticamente intacta y los republicanos hicieron 250 prisioneros. La 71.ª División franquista de Serrador Santés era la que cubría el sector del frente atacado. Sus fuerzas, que se encontraban muy debilitadas en efectivos, se vieron totalmente sorprendidas y desbordadas por la ofensiva republicana. Explotando el éxito del momento, una patrulla de la División Líster llegó hasta las cercanías de Navalcarnero, donde detuvo su avance.

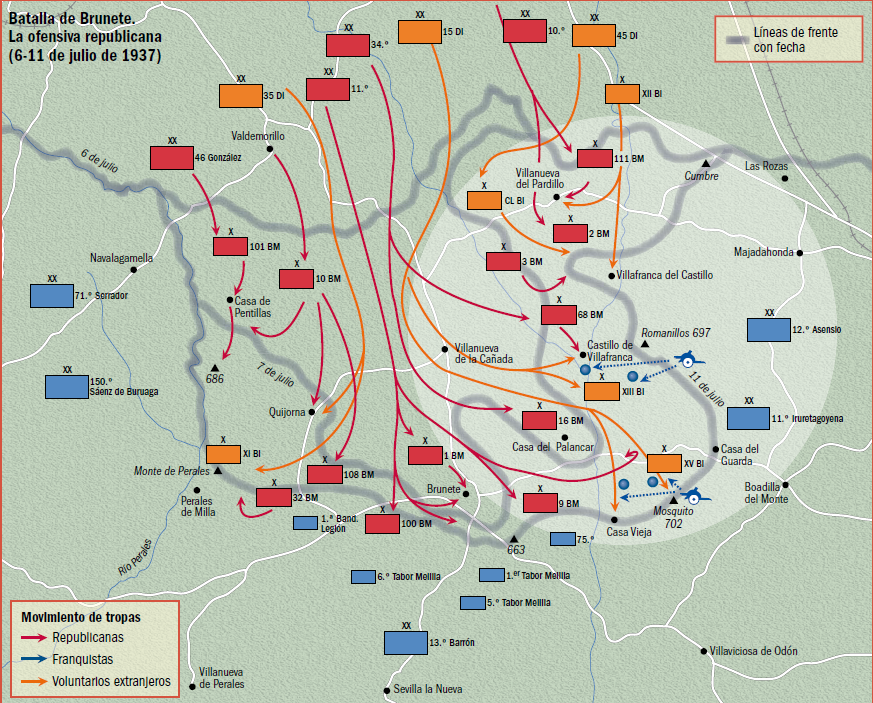
Mapa del ataque republicano en el sector de Brunete. 6 a 11 de julio de 1937.

Para el historiador Hugh Thomas resulta sorprendente que el Bando sublevado se viera sorprendido por el ataque del Ejército republicano, ya que durante meses se había hablado en los cafés de Madrid sobre la posibilidad de que los republicanos lanzaran una ofensiva en esta zona. El historiador militar Carlos Blanco Escolá señala que las posiciones de los sublevados en Madrid se encontraban gravemente expuestas frente a un posible ataque republicano y la deficiente organización defensiva que los sublevados mantenían en este frente cuando se produjo la ofensiva de Brunete.
El éxito inicial de la ofensiva republicana había corrido enteramente a cuenta del V Cuerpo de Ejército, dirigido por Modesto. Los ataques de las divisiones republicanas 34.ª y 46.ª, situadas en los flancos de la 11.ª División de Líster, quedaron estancados al toparse con la feroz resistencia sublevada, lo que obligó a Líster a detener su avance al sur de Brunete. De hecho, los intentos de la 46.ª División de "El Campesino" por agrandar la brecha hacia el oeste se vieron frustrados por la resistencia que encontraron en Quijorna. El mando republicano envió tanques y artillería para apoyar a los hombres de "El Campesino", pero los ataques serían rechazados nuevamente. Ese mismo día el planeado ataque oriental que partiría desde Carabanchel y que corría a cargo de la II Cuerpo del Ejército del teniente coronel Carlos Romero no llegó a romper las líneas enemigas, a pesar del intenso bombardeo de la artillería republicana.
Para esta ofensiva los republicanos desplegaron los grupos 21 y 26 de caza, equipados con Polikarpov I-15 "Chatos" y Polikarpov I-16 "Moscas, los grupos 20 y 25 de ataque equipados con "Natachas", y los grupos 12 y 24 de bombardeo equipados con los "Katiuskas". El grueso de las escuadrillas de caza estuvo actuando desde los aeródromos de Barajas, Alcalá de Henares y Guadalajara, mientras que los grupos de ataque y bombardeo lo hicieron desde los aeródromos situados en La Mancha. Durante los primeros días la aviación republicana mantendrá un claro dominio del aire, especialmente por la débil presencia aérea de los sublevados en el frente del Centro, que solo cuentan con una escuadrilla de cazas Fiat C.R.32 y unos cuantos aviones de ataque Romeo Ro.37.
Las fuerzas sublevadas en la zona quedaron bajo el mando del general Varela. Durante la mañana del día 6 todos aquellos efectivos disponibles—incluidas unidades locales, hospitales de campaña y unidades de suministros—fueron enviados a primera línea de combate. Mientras tanto, las divisiones 12.ª, 13.ª y 150.ª, junto a efectivos de la Legión Cóndor y artillería pesada, ya se encontraban en camino procedentes del Frente norte. También venían de camino las brigadas navarras IV y V, dirigidas por coroneles Camilo Alonso Vega y Juan Bautista Sánchez, respectivamente.
Mientras en el sector de Madrid acontecía la batalla principal, en frente de Teruel la 42.ª División republicana había lanzado un ataque de distracción para conquistar la débilmente defendida localidad de Albarracín y así desviar refuerzos que pudiesen acudir al frente madrileño. Al día siguiente la división logró ocupar Albarracín, pero un rápido contraataque franquista reconquistará la localidad el día 14 y anulará este ataque.
Consecuencia del éxito republicano durante el primer día de la ofensiva, Juan Negrín propuso celebrar en Madrid una reunión del Consejo de Ministros para celebrar la victoria, pero el presidente Azaña le disuadió de ello. Para la República esta constituía su primera gran ofensiva que por el momento se saldaba con éxito

### 7 de julio

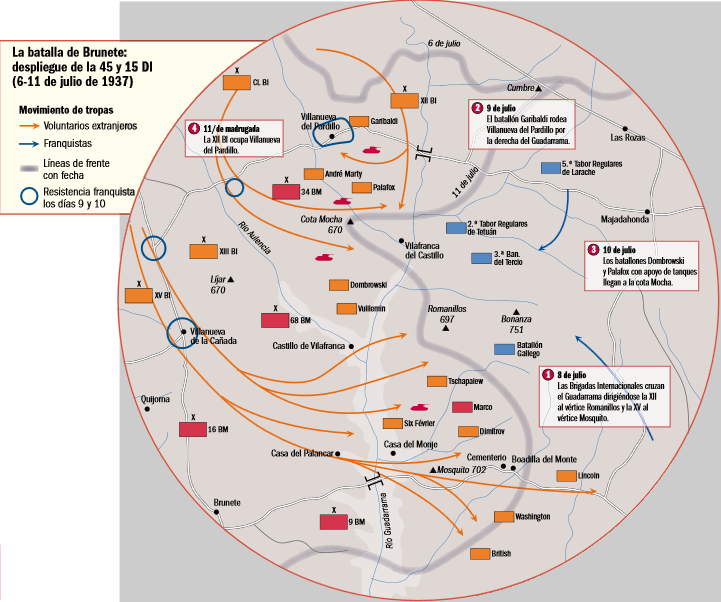
Avance de las divisiones internacionales 15.ª y 45.ª.

El coronel republicano Enrique Jurado despachó a la 15.ª División para que acabase con la resistencia en Villanueva de la Cañada. La guarnición de la localidad, compuesta principalmente por falangistas de Sevilla, resistió los ataques de las brigadas mixtas 16.ª y 68.ª de la 34.ª División. El batallón británico de la XV Brigada Internacional fue enviado al amanecer del 7 julio para tratar de conquistar Villanueva de la Cañada, cosa que finalmente logró tras aniquilar toda resistencia. Por el contrario, las guarniciones franquistas de Villanueva del Pardillo y Villafranca del Castillo seguían resistiendo. Muchas unidades republicanas se encuentran detenidas y sus mandos no aciertan a continuar el avance, dejando atrás a las guarniciones enemigas.
Para permitir a la 15.ª División de "Gal" continuar hacia Boadilla a través del flanco izquierdo republicano, la 10.ª División de José María Enciso atacó a la 12.ª División del coronel Asensio que defendía el Vértice de la Mocha. Las tropas franquistas fueron expulsadas del Vértice y se retiraron a las afueras de Boadilla. A las afueras de Brunete continuaron los combates sin que ninguno de los dos ejércitos hiciera progresos significativos. Además, el calor de la meseta castellana resultó asfixiante para los soldados de ambos bandos, y los bombardeos sobre el terreno reseco provocaron numerosos incendios forestales.
La insistencia republicana en reducir las bolsas de resistencia, en vez de rodearlas y continuar el avance, dio tiempo a las fuerzas del Bando sublevado para traer reservas de otros frentes. Por la tarde empezaron a llegar a la zona centro los aviones procedentes del Frente norte y entraron en acción. El «generalísimo» Franco tomó la decisión de cancelar la ofensiva en el norte, cuyo siguiente objetivo era la captura de Santander, y aceptó el desafío que suponía la ofensiva republicana. Ciertamente, a Franco le había pillado por sorpresa el ataque en Brunete y, centrado en la campaña del norte, había dejado el frente de Madrid sin un adecuado reparto de fuerzas. El general Vicente Rojo, por otro lado, había logrado arrebatar la iniciativa estratégica a Franco, y en un terreno que el «generalísimo» no había escogido.

### 8-9 de julio
La noche del 7 al 8 de julio el general Miaja movilizó a sus reservas, el XVIII Cuerpo de Ejército, para que atacara hacia el este, en dirección al río Guadarrama. El ataque se realizó a primera hora de la mañana. Después de cruzar el río, la 15.ª División de "Gal" atacó las nuevas posiciones defensivas que la 12.ª División franquista había establecido recientemente. Sin embargo, todos los ataques fueron rechazados y cuando los republicanos lograron conquistar varias posiciones, estas se perdieron rápidamente tras un contraataque enemigo. Mientras tanto, la guarnición de Quijorna seguía resistiendo los ataques de la 46.ª División republicana. 
Al sur de Madrid el II Cuerpo de Ejército intentó un nuevo ataque contra las posiciones enemigas, pero nuevamente fracasó pese a los esfuerzos republicanos.
Con el ataque republicano en el flanco derecho detenido, Modesto ordendó a la 35.ª División que acudiera en apoyo de la 46.ª de "El Campesino". La 35.ª División estaba previsto que apoyase a la 11.ª de Líster en su ataque principal, pero sin el apoyo de los brigadistas internacionales de la 35.ª, la división de Líster no podría avanzar mucho más. En la mañana del 9 de julio dos brigadas mixtas atacaron Quijorna y tras varias horas de combate lograron hacerse con el control del pueblo. Los ataques en Boadilla habían hecho pocos progresos a pesar de contar con un fuerte apoyo de tanques y aviación, y después de sufrir numerosas bajas los ataques fueron suspendidos. La lucha, sin embargo, sí continuó con toda intensidad en los alrededores del vértice "Mosquitos".
El 9 de julio el piloto republicano Boško Petrović derribó un Messerschmitt Bf 109 de la Legión Cóndor, constituyendo el primer Bf 109 en la historia que fue derribado.

### 10-11 de julio
El 10 de julio la XII Brigada Internacional de la 45.ª División Internacional, con el apoyo de tanques, tomó la población de Villanueva del Pardillo. Fueron hechos 500 prisioneros, y también se capturó armamento, municiones y material diverso. Villafranca del Castillo seguía sitiada por fuerzas de la 10.ª División de Enciso y de la 45.ª División de Kléber, y finalmente caería en manos republicanas la madrugada del 11 de julio. Por el contrario, Boadilla y Villafranca del Castillo continuaron resistiendo.
El coronel Jurado había hecho planes para asaltar la localidad de Villafranca el 11 de julio, pero fue relevado por enfermedad y sustituido por el coronel Casado al frente del XVIII Cuerpo de Ejército. Este dio largas al comandante republicano—Miaja—para no ejecutar el plan, pero finalmente recibió la orden de proceder tal y como se había planeado originalmente. En medio de esta situación, los republicanos lanzaron una fuerza acorazada de 80 carros de combate contra Villafranca, pero la tentativa no tuvo éxito. El capitán checoslovaco Miksche, que durante la batalla se encontraba al frente de un grupo de baterías de artillería, más adelante señalaría que el fracaso republicano se debió a que estos desplegaban los tanques por separado, siguiendo la táctica francesa. Durante el día 11 murió el comunista afroamericano Oliver Law, comandante del Batallón Abraham Lincoln, mientras dirigía un asalto contra el vértice Mosquitos.
La presión republicana sobre Villafranca del Castillo obligó al general Varela a enviar a la V Brigada de Navarra para intentar aligerar la presión sobre la guarnición franquista. La llegada de las tropas carlistas obligó a los republicanos a detener su ataque y a retirarse a sus posiciones del río Guadarrama. Sin embargo, un intento franquista de recapturar Villanueva del Pardillo fracasó estrepitosamente. Posteriormente, el comandante Enrique Líster comentaría lo que a su juicio fue un craso error por parte de las tropas franquistas, ya que estas optaron por realizar continuos ataques frontales y no aprovecharon las circunstancias para atacar por los flancos, donde las tropas republicanas se encontraban más debilitadas.
La actividad aérea empezó cada vez a ser más intensa, al tiempo que en la zona sublevada cada vez más y más aviones aparecían sobre los cielos de Brunete, contestando el dominio del aire que hasta entonces habían tenido las Fuerzas Aéreas de la República Española. La llegada del grueso de la Legión Cóndor se vio escenificada con la entrada en acción de su nuevo arsenal: los modernos cazas Messerschmitt Bf 109 y bombarderos Heinkel He 111.  Las unidades de las Legión Cóndor se establecieron en los aeródromos de Ávila y Salamanca. Los italianos también enviaron al frente del Centro sus grupos de bombardeo, equipados con los modernos Savoia-Marchetti S.M.79 y Savoia-Marchetti S.M.81.

### 12-17 de julio
A esas alturas el ataque republicano había quedado paralizado, y el segundo ataque que debía partir desde Carabanchel a cargo del II Cuerpo de Ejército para así formar un movimiento de tenazas, no había logrado prosperar. En el sector más meridional las tropas republicanas habían conseguido avanzar unos 12 kilómetros hacia el sur de Brunete, en dirección a Navalcarnero. A excepción de algunos ataques de diversión, y de la encarnizada resistencia que mantenían las fuerzas sublevadas en Boadilla, en vista de esta situación el general Miaja decidió el 15 de julio que la ofensiva debía finalizar y ordenó a las fuerzas bajo su mando que pasaran a la defensiva. Las fuerzas de Líster, agotadas por la falta de iniciativa para continuar el avance hacia otros objetivos, se atrincheraron cerca de Brunete. Mientras tanto, Franco y sus colaboradores seguían planificando la contraofensiva que emprenderían contra el Ejército republicano. 
La superioridad aérea de la Legión Cóndor frente a la aviación republicana hace que la lucha se torne más dura, en tanto que la descoordinación en las comunicaciones provoca que se lleguen a producir ataques de la artillería sobre las líneas avanzadas de uno y otro ejército. Ese día la Patrulla Azul de García Morato interviene en la batalla con sus cazas Fiat CR.32, pero en los combates aéreos resulta muerto el piloto franquista Narciso Bermúdez de Castro, derribado por un "Mosca". Los combates prosiguen durante las siguientes jornadas y el día 14 la Patrulla Azul logra interceptar y destruir a un grupo de lentos "Natachas".

### 18-20 de julio

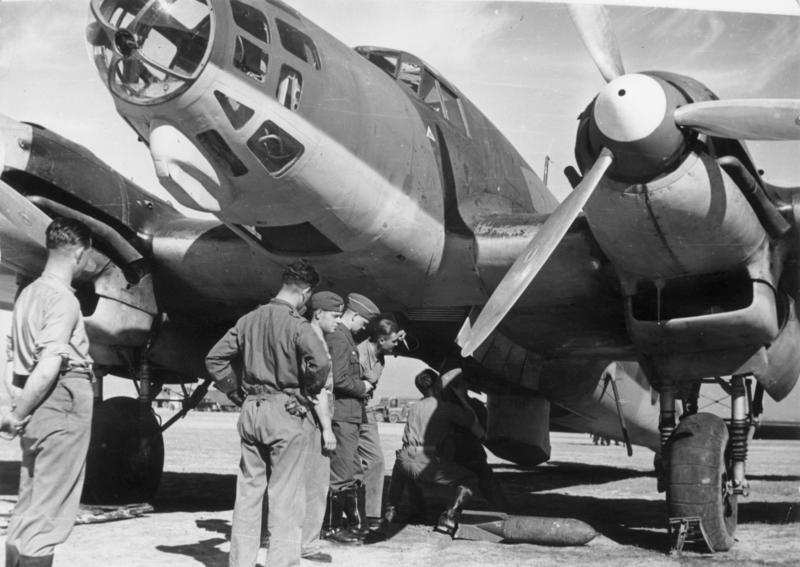
Heinkel He 111 de la Legión Cóndor, durante un descanso.

La contraofensiva franquista comenzó al amanecer del 18 julio, coincidiendo con el primer aniversario del comienzo de la contienda. Esa mañana una potente barrera de artillería martilleó las líneas republicanas, al unísono con los ataques de la aviación. La agrupación al mando de Sáenz de Buruaga atacó el flanco oriental del Ejército republicano, mientras que la agrupación al mando de Asensio atacó el flanco occidental. Sin embargo, y a pesar del potente apoyo de artillería, durante ese día las unidades franquistas no hicieron grandes progresos y solo tuvieron algunas pequeñas ganancias: las unidades del sector occidental intentar ocupar varias colinas al noroeste de Quijorna, mientras que las fuerzas del sector oriental tomaron algunas elevaciones en los márgenes del río Guadarrama. Las tropas republicanas se defendieron con gran encono, y los combates al oeste de Quijorna destacaron por una especial dureza. En esa zona los republicanos realizaron numerosos contraataques, intentando recapturar las colinas que habían perdido. Mientras, en el aire, los combates entre las dos aviaciones se incrementaron hasta un nivel que no se había visto antes. Ese día la Legión Cóndor empezó a gestar su dominio de los cielos, después de que sus unidades abatieran 21 aparatos republicanos.
A diferencia de la táctica republicana en el empleo de los carros de combate, que dispersaban sus tanques, el general Varela siguió los consejos del oficial alemán Von Thoma y concentró sus tanques para atacar siguiendo lo que después se llamaría "ataque en punta de lanza" (Schwerpunkt), táctica que le reportó un buen resultado.
Durante el 19 de julio las tres fuerzas de ataque franquistas no lograron realizar ningún avance sustancial, pero al día siguiente, ahora con un fuerte apoyo de la artillería y la aviación, lograron hacer algunas ganancias territoriales en el sector oriental del saliente republicano, cerca del río Guadarrama. Los combates bajo un sol de justicia y un intenso calor no hicieron más que agravar el problema de la sed entre las unidades de ambos ejércitos.

### 21-23 de julio
Con la idea de estabilizar la situación en el sector oriental, Miaja ordenó a sus fuerzas emprender un contraataque a lo largo del valle del Guadarrama. Durante varios días la lucha en esta zona continuó de forma intensa y en medio de un asfixiante calor. El terreno que había sido capturado originalmente por las fuerzas sublevadas cambió de manos varias veces. Al mismo tiempo tres brigadas mixtas republicanas, apoyadas por veinte tanques, hicieron una pequeña penetración desde Las Rozas de Madrid en dirección sureste. Mientras la batalla en el flanco oriental del saliente continuaba, las fuerzas republicanas de los sectores occidentales se mantuvieron firmes en sus posiciones a pesar de los continuos ataques franquistas, principalmente en el área de Quijorna. Sin embargo el 23 de julio las fuerzas sublevadas lograron abrirse camino a través del Guadarrama, cerca del lugar donde el pequeño río Aulencia desemboca en el río Guadarrama.

### 24-25 de julio
El 24 de julio los franquistas comenzaron a atacar en masa desde sus posiciones el sur hacia Brunete. Habían conseguido concentrar unas sesenta y cinco baterías de artillería en esta parte del frente, en contra de las escasas veintidós baterías que poseían los republicanos. Con este apoyo de fuego, además de los potentes bombardeos aéreos de la Fuerza aérea sublevada, los franquistas lograron romper definitivamente las líneas republicanas al sur de Brunete. Un contraataque republicano apoyado por tanques soviéticos no consiguió detener la avalancha enemiga. Al atardecer de aquel día los asaltantes ya habían logrado entrar en Brunete, mientras los remanentes de la 11.ª División de Líster se retiraban a nuevas posiciones defensivas al norte de la localidad, en el cementerio. Los sublevados también habían logrado recuperar el control de la carretera Brunete-Boadilla del Monte. Al mismo tiempo, los ataques Bando sublevado lograron ampliar sus cabezas de puente en el río Guadarrama. Ante la situación cada vez más grave, el general Miaja envió refuerzos desde Madrid: la 14.ª División del anarquista Cipriano Mera. Las tropas de Mera contraatacaron en apoyo de la 11.ª División, pero fracasaron, y el 25 de julio los hombres de Líster tuvieron que retirarse del cementerio. En el resto del frente la situación continuó más o menos estable.
En plena retirada republicana, el día 25 la fotógrafa alemana Gerda Taro (compañera sentimental de Robert Capa) resultó gravemente herida cuando fue atropellada por un tanque republicano que se retiraba, después de que Taro hubiera caído al suelo desde el vehículo en el que iba montada. Debido a sus graves heridas, Taro falleció unas horas después en un hospital de campaña de El Escorial.
Durante los días 26 y 27 la Escuadrilla de caza nocturna dirigida por el oficial soviético Serov y compuesta por Polikarpov I-15 "Chatos" logró un hito en la historia militar, ya que en esos días lograron efectuar los primeros derribos nocturnos de la historia, concretamente dos bombarderos Junkers Ju 52.
Tras la reconquista de Brunete por las fuerzas franquistas no volvió a haber ningún enfrentamiento a gran escala, salvo algunos pequeños contraataques y choques esporádicos entre ambos ejércitos. Según el historiador Hugh Thomas, el general Varela quiso continuar la persecución de los republicanos y avanzar hacia Madrid, aprovechando que dominaba la iniciativa estratégica, aunque Franco le ordenó que se detuviera, ya que estaba más interesado en continuar la ofensiva en el norte. Sin embargo, Carlos Blanco Escolá esgrime que en realidad fue Franco el que realmente sopesó la posibilidad de continuar la ofensiva y marchar sobre Madrid, aunque finalmente desechó esta tentativa tras la intervención de Juan Vigón, que lo aconsejó en sentido contrario. Fuera cual fuese el verdadero autor de este plan, lo cierto es que la decisión final de Franco marcó el final de las grandes batallas en torno a Madrid. 
El historiador Michael Alpert resumía así la batalla de Brunete:

"una batalla de desgaste bajo el tremendo sol veraniego, sin sombra ni agua, que terminó arrojando un saldo de 40.000 bajas. La dura batalla concluyó el 26 de julio, por puro agotamiento. El Ejército Popular Republicano había retenido importantes sectores del territorio que había conquistado... aunque perdió Brunete. (...) [La batalla de] Brunete coincidía con el aniversario del principio de la guerra. A partir de unas cuantas columnas sublevadas que luchaban contra milicias improvisadas se habían formado dos ejércitos con un considerable apoyo de artillería y aviación".

## Resultados

### Consecuencias
Al término de la batalla, ambos bandos declararon haber obtenido la victoria. 
Brunete está considerada como una de las batallas más sangrientas de la Guerra civil. De hecho, ambos bandos sufrieron un elevadísimo número de bajas y pérdidas materiales. Los republicanos habían sufrido unas bajas de 20 000 muertos y heridos (Antony Beevor da una cifra de 25 000 bajas), mientras que su Fuerza aérea había perdido la elevada de cifra de 100 aparatos. Los republicanos habían logrado conquistar un territorio de 6 kilómetros de profundidad por 16 kilómetros de anchura, manteniendo bajo su control las poblaciones de Quijorna, Villanueva del Pardillo, Villanueva de la Cañada, y Villafranca del Castillo. Además, habían logrado retrasar la ofensiva en el norte, concediendo un respiro a las tropas republicanas que defendían Santander. Sin embargo, el Ejército republicano pagó un alto precio por todo ello, ya que perdió mucho material valioso y numerosos soldados entrenados. Más importante aún fue el hecho de que el cerco sobre Madrid no cambiase lo más mínimo y que la ofensiva sobre Santander por parte de los franquistas tan solo se retrasó un mes, puesto que el 14 de agosto volvían a ponerse en marcha las operaciones en el norte.
El bando sublevado sufrió unas bajas de 17 000 muertos o heridos y la pérdida de 23 aparatos, una cifra mucho más baja si se tienen en cuenta las pérdidas aéreas de los republicanos. Para Antony Beevor se podría considerar que el resultado final de la batalla fue una victoria estratégica para los sublevados, que consiguieron frenar la ofensiva republicana, a pesar del elevado número de muertos y heridos que el Ejército franquista había sufrido para reconquistar un pequeño pueblo sin apenas importancia estratégica, tal y como señala Hugh Thomas. En ese sentido, Thomas señala el hecho de que para Franco este tipo de operaciones solían ser victorias con un valor más político que militar. Por su parte, Carlos Blanco Escolá señala que el general republicano Vicente Rojo había arrebatado a Francisco Franco la iniciativa estratégica, obligándole a combatir en un terreno no elegido por él y a postergar momentáneamente la ofensiva en el Norte.
Las brigadas internacionales también sufrieron un elevado desgaste en Brunete, lo que provocó una grave crisis en la organización de las brigadas. La XI Brigada Internacional, que participó en un gran número de operaciones durante la batalla, sufrió 1000 bajas. En el caso de la XV Brigada, de los 2500 hombres que participaron en la batalla, solo sobrevivieron un millar. Las bajas obligaron a reducir sus batallones de 6 a 4, y las bajas de los batallones norteamericanos fueron tan altas que tuvieron que ser fusionados en uno solo denominado Batallón Lincoln-Washington. La XIII Brigada sufrió unas pérdidas tales que un grupo de soldados se amotinó y en plena batalla se marchó del frente sin autorización del Estado Mayor. Los amotinados fueron posteriormente detenidos en la Carretera de La Coruña por tanquetas de la Guardia de Asalto. Sin embargo, el caso más grave fue quizás el de la CL Brigada Internacional, ya que tuvo que ser disuelta tras la batalla debido al castigo que había sufrido durante los combates. Las bajas entre los oficiales "internacionales" también fueron muy elevadas: los comisarios políticos de la XIII y la XV Brigadas, el yugoslavo Blagoje Parović y el británico George Nathan, fallecieron durante los combates, al igual que el comandante del Batallón Lincoln, el afroamericano Oliver Law.

### Significado militar
Para las fuerzas republicanas, Brunete supuso una dura prueba de fuego en la que el nuevo Ejército Popular de la República demostró sus verdaderas capacidades militares. El teniente coronel republicano Francisco Ciutat redactaría un informe sobre el comportamiento del Ejército republicano durante esta batalla, donde decía:

En Brunete, como en el Norte, las divisiones republicanas demostraron que aún no estaban en condiciones de explotar a fondo, en el curso de la operación ofensiva, el éxito táctico de la ruptura: sabían romper a fuerza de coraje la defensa del adversario, pero no sabían explotar debidamente el éxito inicial conseguido.

Resultan especialmente interesantes los informes de los jefes militares republicanos como Casado, Matallana y Lister, por lo ilustrativos que resultan en cuanto a la precipitación e improvisación en la formación del recién creado «Ejército de Maniobra», que pretendía superar la fase de las milicias iniciadas en 1936 con la formación de una masa de combatientes y material bélico bien organizada, destinada a ejecutar operaciones de gran amplitud, al punto de ser denominado como la «joya de la República». 
Para el Teniente coronel Manuel Matallana Gómez, jefe de Estado Mayor del Ejército de Maniobra republicano y uno de los principales muñidores de la Batalla de Brunete, las conclusiones más importantes fueron que el Ejército de Maniobra falló en la explotación del éxito de la primera fase de la batalla, éxito alcanzado a su juicio por la «gran masa empleada, su coordinación, el secreto de su progresión y su audacia». El fracaso en la explotación fue debido a la «escasa capacidad ofensiva de nuestra infantería», a la «falta de capacidad técnica de muchos de nuestros mandos superiores», al «empleo de materiales de artillería poco aptos para las misiones confiadas», al «escaso rendimiento de la aviación», y al «deficiente aprovechamiento de los carros». En cuanto a la segunda fase de la batalla ―«desgaste»― Matallana cree que se llegó a la misma, además de por la propia idiosincrasia del Ejército Popular, más acostumbrado a la defensa y a la lucha de barricada, también por «la acumulación de hombres y material que hizo el enemigo». Más adelante abunda: «El volumen de fuego de nuestra infantería es bastante escaso […] Su instrucción para el combate ofensivo deja aún bastante que desear […] La capacidad de los mandos subalternos es todavía inferior a la normal […] Falta audacia, empuje y decisión».
El informe, mucho más extenso, puede ser consultado en el Archivo de la Guerra Civil, además de los informes Fornell, Rojo y Líster, todos ellos coincidiendo en lo fundamental de lo más arriba expresado (Fragmento del «informe Matallana» extractado en Rafael Casas: Brunete. Madrid: Uriarte, 1967). La actuación del comandante del V Cuerpo de Ejército durante la batalla, el teniente coronel Juan Modesto, recibió elogios de parte de algunos mandos republicanos, como los del coronel Menéndez López en su informe:

...Respecto a los jefes de Milicias, el único que sabe leer un plano es el llamado Modesto. Los otros (Líster, Mera o "el Campesino") además de no saber, creen no necesitarlo.